# Möllenvogtei

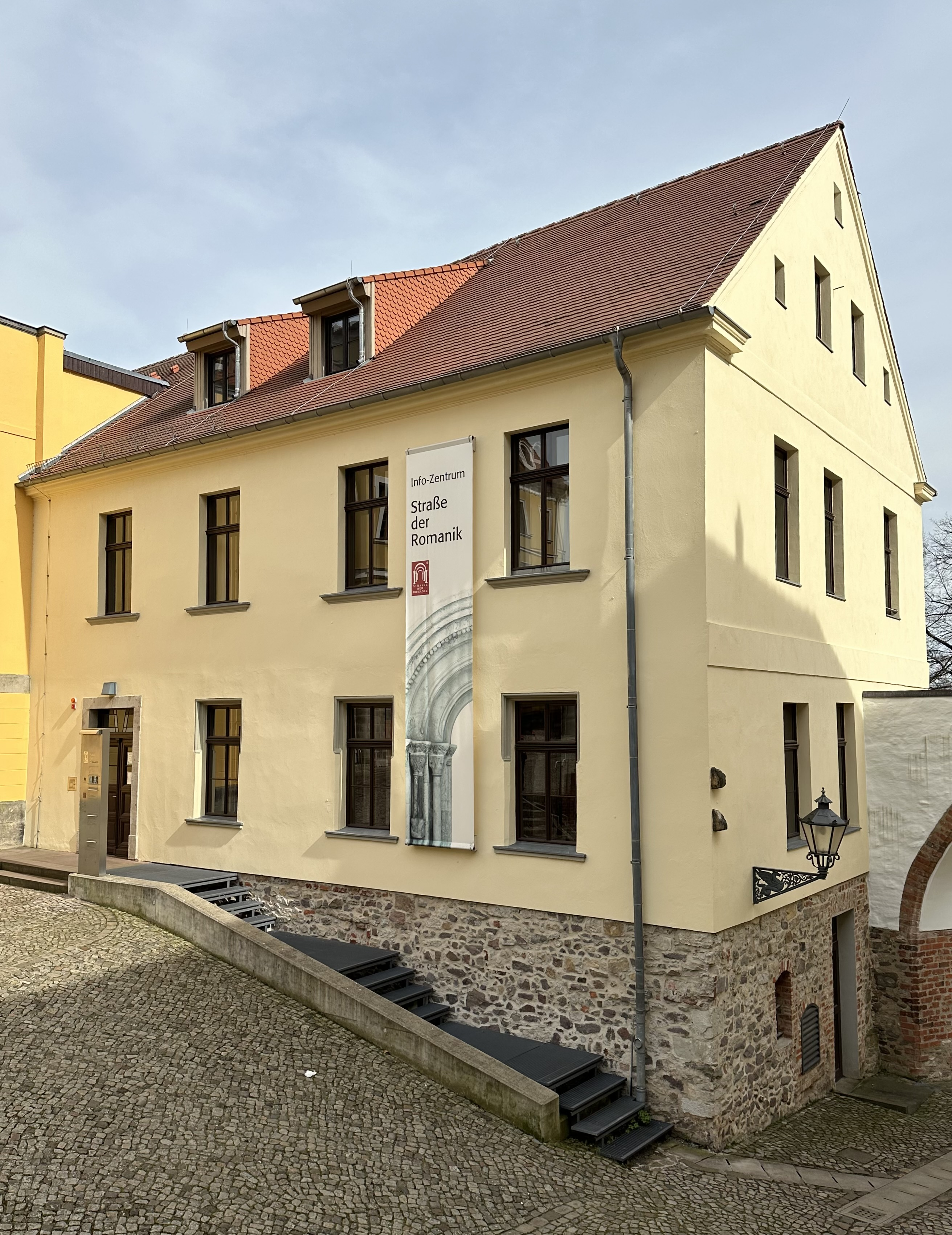
Alte Möllenvogtei, 2024

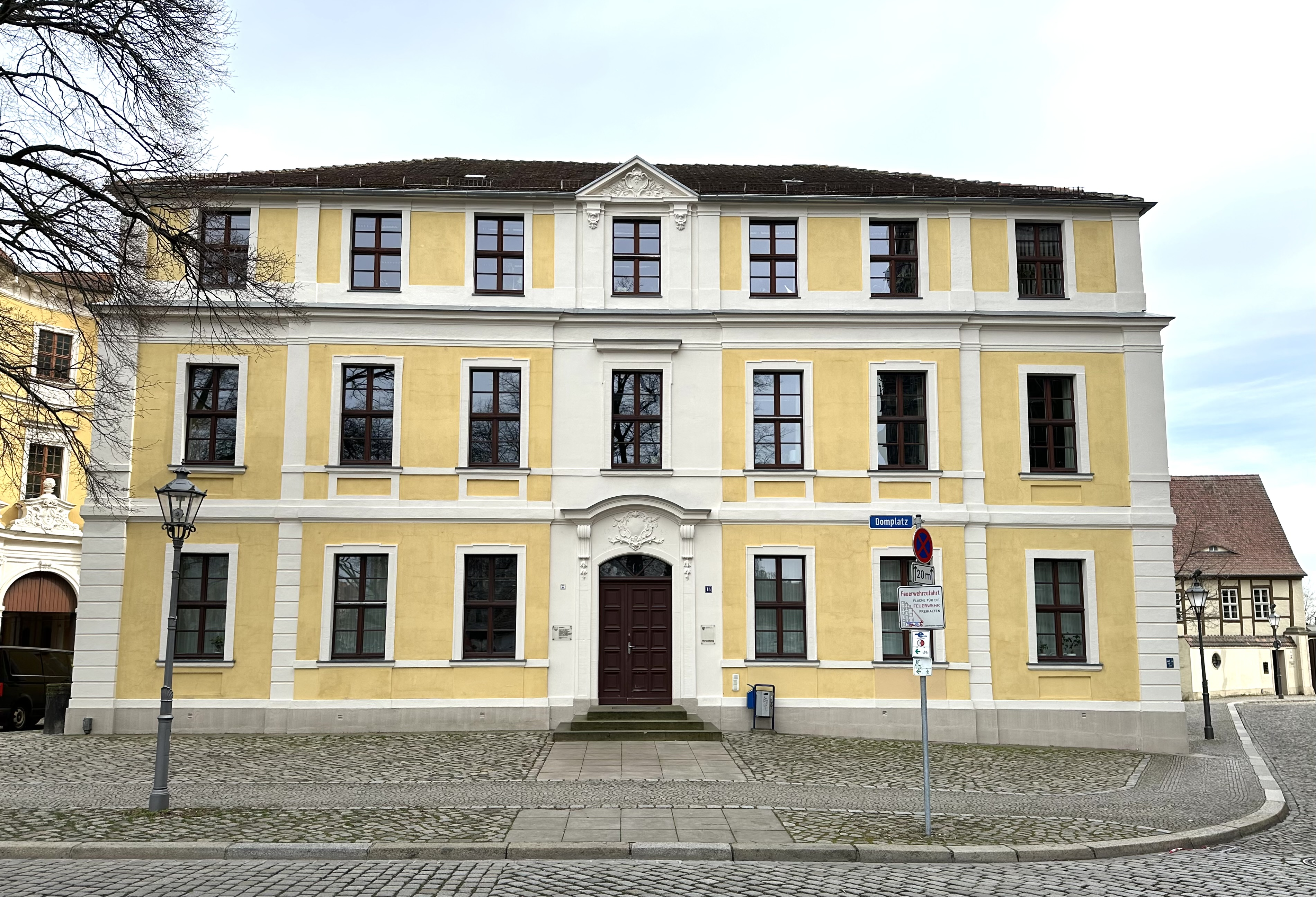
Neue Möllenvogtei, 2024

Die Möllenvogtei war eine Behörde des Erzbistums Magdeburg.

## Sitz
Ansässig war sie zunächst im heute als Alte Möllenvogtei bezeichneten Gebäude, nordöstlich des Magdeburger Doms in Magdeburg im heutigen Sachsen-Anhalt. Ab 1744 wurde die benachbarte Neue Möllenvogtei genutzt. Östlich des historischen Sitzes befindet sich der Garten der Möllenvogtei.
Die Möllenvogtei ist bis heute Namengebend für Bauten in der Nähe ihres historischen Sitzes wie der Ausfahrt an der Möllenvogtei und dem Turm hinter der Ausfahrt der Möllenvogtei.

## Zuständigkeit und Aufgaben
Der Möllenvogtei stand der Möllenvogt als erzbischöflicher Vogt vor. Er war ein höherer Beamter. Seine Zuständigkeit erstreckte sich nicht auf das ganze Erzbistum, sondern als ein Untervogt auf die erzbischöflichen Gebiete in und bei Magdeburg. Ihm oblag die Funktion als Richter, sowohl für Zivil- als auch für Strafsachen, und als Verwaltungsbeamter für die bürgerliche, nicht geistliche Bevölkerung in der Magdeburger Stiftsfreiheit aber auch in den umliegenden, dem Erzbischof unterstehenden Orten Sudenburg, Neustadt, Diesdorf, Fermersleben, Sohlen, Biederitz, Buckau, Güsen, dem Flecken St. Michael sowie dem Meiergericht. Zeitweise unterstand ihm auch die Stadt Burg (bei Magdeburg) und außerdem einzelne Häuser in der Magdeburger Altstadt. 1637 wurden so zwei als die Alte Münze benannte Grundstücke der Altstadt zur Gerichtsbarkeit der Möllenvogtei gezählt.
Als Gerichtsstätte diente dem Möllenvogt ein vor der roten Tür genannter Bereich, von dem angenommen wird, dass er sich nordöstlich der Möllenvogtei zum späteren Fürstenwall hin befand. Die Vollstreckung von verhängten Strafen erfolgte noch 1432 auf dem Saumarsch, dem Elbufer östlich des heutigen Fürstenwalls. Später wurden die Strafen in der Neustadt vollzogen, da der geistliche Charakter des Neuen Markts Hinrichtungen entgegenstand. Versuche des Möllenvogts, die Hinrichtungen wieder auf dem Neuen Markt durchzuführen, scheiterten an einem Einspruch, vermutlich seitens der Stadt Magdeburg. Trotzdem sind für die Zeit um 1700 eine Hinrichtung und auch andere durch den Henker vollzogene Strafen belegt. Als Gefängnis der Möllenvogtei diente sowohl der Keller der Alten Möllenvogtei als auch der Fronereiturm.
Der Möllenvogt vertrat den Erzbischof in allen weltlichen Angelegenheiten. Ihm oblag die Aufsicht und die Instandhaltung von Wegen und Plätzen in seinem Zuständigkeitsbereich. Außerdem verwaltete er den Forstbesitz des Erzbischofs, achtete auf korrekte Maße und Gewichte und kümmerte sich um Zollangelegenheiten. Zu den Verwaltungsangelegenheiten gehörte beispielsweise zeitweise auch die Empfehlung von Personen nach auswärts zur Anstellung und die Vertretung von erzbischöflichen Untertanen in Erbschafts- und Schuldsachen. Außerdem hatte er Berichte über die örtliche Situation zu verfassen, die Interessen des Stifts oder des Erzbischofs betrafen. In der Neustadt und der Sudenburg versah er das Schultheißamt. Vermutlich war er auch für den Schutz der Juden zuständig.

## Name
Der Namensbestandteil Möllen ist Niederdeutsch und bedeutet Mühle. Er geht darauf zurück, dass sich auf dem Wirtschaftshof auch eine Mühle befand, die später als Rossmühle betrieben wurde. Im Jahr 1432 waren von der Mühle noch Trümmer erhalten. Trotz Ende der Mühle, blieb der Name Möllenvogtei erhalten.

## Amtssiegel der Möllenvogtei
In der älteren Zeit, zumindest jedoch im 15. Jahrhundert, wurde ein kreisrundes Siegel mit der Abbildung einer Bischofsmütze genutzt. Ab 1637 bestand ein gleichfalls kreisrundes Siegel, dass jedoch eine Abbildung des Heiligen Moritz mit Fahne zeigte, der vom Schild des Erzstifts und dem Reichsschild mit Doppeladler flankiert wurde. Die in lateinischen Majuskeln verfasste Umschrift lautete: S. des Ambts der Mollenvogtei z. Magdeb.

## Geschichte

### Entwicklung ab 1100
Als erster für Magdeburg zuständiger Teilvogt wird in einer Urkunde vom 3. Februar 1100 Alverich erwähnt. Die Teilvögte gehörten nicht dem höheren Adel, sondern eher den Ministerialien an. Zeitweise wurde das Amt wohl erblich vergeben. Auf Vogt Dietrich folgte von 1176 bis 1209 sein Sohn Gerbert, auf den dessen Sohn Burchard folgte. Er wird bereits 1207, noch während der Amtszeit seines möglicherweise altersschwachen Vaters als Vogt erwähnt. Möglicherweise übernahm er schon entsprechende Amtsgeschäfte. Sein Bruder war Heinrich. Auf Burchard folgte ein 1221 erwähnter Heinrich als Vogt. Ob es sich hierbei um den Bruder handelte oder bereits den späteren Vogt Ritter Heinrich von Niendorf ist unklar. Vermutet wird eine Personenverschiedenheit. Über den konkreten Amtssitz, Aufgabe, Befugnisse und Einkommen dieser frühen Vögte ist nichts bekannt, es wird jedoch vermutet, dass die Situation weitgehend der der späteren Möllenvogte entsprach.

### Möllenvögte ab 1362
Erster überlieferter Möllenvogt war Heinrich Loibock, der von 1362 bis 1383 genannt wurde. Er wurde als Vogt des Möllenhofes bezeichnet (lateinisch advocatus curie molendini in Magdeburg bzw. deutsch foyd mynes heren van Magdeburg in dem molenhove). Der Name Möllenvogt bildete sich im Sprachgebrauch und wurde allgemein üblich als Bezeichnung für den erzbischöflichen Vogt in Magdeburg. Unter den Vögten dieser Zeit befanden sich nun keine Ritter mehr. Es waren wohl einfache Untertanen der Erzbischöfe, die für das Amt für geeignet gehalten wurden. Erwartet wurden wohl Geschäftskenntnisse, eine höhere Bildung bestand jedoch zunächst, wohl bis ins 16. Jahrhundert nicht. Erst in der Folgezeit wurden geschulte Juristen eingesetzt. Eine Vererbung der Funktion in der Familie erfolgte nicht mehr, die Vögte gehörten zum Hofgesinde des Erzbischofs. Verträge wurden jeweils über ein Jahr abgeschlossen, die häufig verlängert wurden. Es kam auch vor, dass ein Vogt nach einer längeren Pause wieder in das Amt kam. Aufgaben und Vergütung waren detailliert geregelt. 1468 wurde der Möllenvogt Hans Moring wegen schlechter Amtsführung vom Erzbischof in Haft genommen. Unter Vermittlung des Bürgermeisters Cone Rode und mehrerer Bürger kam es jedoch zu einer Aussöhnung. Der Möllenvogt musste Urfehde schwören, dass er sich nicht am Erzbischof für die Inhaftierung rächen würde.

### Auseinandersetzungen mit der Stadt Magdeburg
Zwischen der Stadt Magdeburg und dem Erzbischof war über lange Zeit strittig, in wessen Hoheit das Gebiet des Neuen Markts fiel. Dazu gehörte nicht nur der heutige Domplatz selbst, sondern größere Teile der südlichen Altstadt. Dies betraf auch die Zuständigkeit der Möllenvogtei, die nur in der Hoheit des Erzbischofs zuständig war. Von 1432 bis 1435 bestand dazu eine offene Fehde zwischen dem Erzbischof und der Stadt Magdeburg. Für 1492 ist ein weiterer Streit um diese Frage überliefert. Schmiedeknechte aus der Altstadt hatten auf dem Neuen Markt jemanden jüdischen Glaubens verletzt. Möllenvogt Hans Reynhardt zog sie dafür zur Verantwortung. Die Tatverdächtigen waren auch bereit, sich seinem Gericht zu stellen, der altstädtische Rat sah jedoch die Gerichtsbefugnis bei sich. Der Möllenvogt bestand jedoch auf seiner bzw. der Gerichtsbarkeit des Erzbischofs. Der Ausgang des konkreten Streits ist nicht überliefert. Möglicherweise war er aber Anstoß für erneute Versuche die Situation zu klären.
Eine Beilegung des Streits erfolgte dann mit Vertrag vom 21. Januar 1497. Darin wurde festgelegt, dass die Gerichtsbarkeit dem Erzbischof zu steht und durch den Möllenvogt ausgeübt wird. Es gab detaillierte Zuständigkeitsregelungen. Soweit jemand nach einer Straftat im Gebiet des Neuen Marktes auf altstädtischem Gebiet gefasst werden, sollte ihn der Rat aburteilen. Beging ein städtischer Bürger eine Tat am Neuen Markt und konnte dort aber nicht verhaftet werden, so sollte der Möllenvogt beim Rat vorstellig werden und verlangen, dass sich der Verdächtige dem Gericht des Möllenvogts stellt. Über Geistliche durfte die Altstadt nicht richten. Sie waren nach spätestens 24 Stunden dem Möllenvogt zu übergeben. Totschläger Mordbrenner, Kirchenräuber oder Personen die einen Geistlich verletzten, durften vom altstädtischen Rat auch auf dem Neuen Markt verhaftet werden, mussten aber dem Möllenvogt überstellt werden. Während der seit 1294 jeweils am 6. Januar und 30. Mai auf dem Neuen Markt durchgeführten Herrenmesse, übte der altstädtische Rat auch dort die Gerichtsbarkeit aus, wobei er sich des Schultheißen bzw. später durch des Marktmeisters bediente. Die Stadt stellte auch die Nacht- und Schildwachen. Auch sie durften dort Nachts Tatverdächtige festnehmen, hatten sie aber am nächsten Morgen an den Möllenvogt ausliefern. Trotz Klärung der Zuständigkeiten, gab es auch später noch Auseinandersetzungen zwischen den Behörden. 1628 bat der altstädtische Rat den Möllenvogt erzbischöfliche Untertanen aus der Sudenburg und St. Michael für eine Zeugenaussage in Bezug auf einen Gefangenen in das Rathaus Magdeburg zu schicken. Der Möllenvogt lehnte das ab und bot nur schriftliche Aussagen an. Er nahm damit Bezug auf die ständige Praxis der Stadt ihm gegenüber. Auch war es dem Möllenvogt nicht möglich in der Neustadt verhaftete Personen über altstädtisches Gebiet zur Möllenvogtei zu bringen. Er musste dafür einen Weg um die Stadt auf freiem Feld, zwischen städtischen und erzbischöflichen Gebieten nehmen. Dieser Weg wurde daher Diebsteig genannt. Es war ihm auch nicht möglich in der Sudenburg verhaftete Personen durch das Sudenburger Tor zum Neuen Markt zu bringen. Vermutlich war das einer der Gründe für die Schaffung der Ausfahrt an der Möllenvogtei. Vermutlich nutzte der Möllenvogt auch die Düstere Pforte südlich des Doms. Neben der Gerichtsbarkeit der Stadt und des Möllenvogts bestanden für bestimmte Grundstücke weitere gesonderte Gerichtsbarkeiten. So übte das Kloster Unser Lieben Frauen auf seinem Gelände eine eigene Gerichtsbarkeit aus. Gleiches gilt für das Domkapitel, für das der Domvogt tätig war, der auch die zum Kapitel gehörenden Dörfer verwaltete.

### Nach der Einführung der Reformation
In der Zeit der Einführung der Reformation in Magdeburg um das Jahr 1524 geriet der Möllenvogt als Vertreter des Erzbischofs in einen Gegensatz zu den großen Teilen der Bevölkerung, die die reformatorischen Bestrebungen unterstützten. In der Neustadt gab es das Spottlied vom Ochsentreiber, das die Neustädter beim Erscheinen des Kardinals oder des Möllenvogts sangen. 1524 gelang es dem Möllenvogt Sebastian Langhans die Gemeinde von Burg mit ihrem Bürgermeister Casper Blume zu versöhnen. Langhans berichtete auch, dass am 2. Juli 1524 um 21.00 Uhr jemand mit einer Handfeuerwaffe auf sein Kammerfenster geschossen habe. Ein Teil der Bleieinfassung des Fensters ging dabei kaputt, Verletzte waren jedoch nicht zu beklagen.
1554 ergab sich eine Auseinandersetzung des Möllenvogts mit der Geistlichkeit. Der Prediger in der Sudenburg, Johannes Regius (König), hatte den Knecht des Möllenvogts wegen einer Übertretung der neuen Kirchenordnung bestraft und verlangte eine Buße. Der Möllenvogt griff zu Gunsten seines Knechts ein und verlangte vom Rat der Sudenburg die Absetzung und Verweisung des Predigers. Daraufhin solidarisierte sich die gesamte Geistlichkeit Magdeburgs mit dem Prediger. In einem Brief an den Rat der Sudenburg wiesen sie darauf hin, dass der Möllenvogt weltlicher Diener der Geistlichkeit sei und kein Recht habe, sich in kirchliche Angelegenheit einzumischen oder gar einen Prediger zu verfolgen oder zu verjagen.

### Nach der Zerstörung der Stadt im Jahr 1631
Bei der Zerstörung Magdeburgs im Jahr 1631 soll der damalige Möllenvogt Barthold Struve geflohen sein. Die Verhältnisse waren verworren. Andere Angaben behaupten, der Möllenvogt Christof Schultze, erste studierte Jurist in dem Amt, sei in den Dienst der Stadt getreten und das Möllenvogteiamt habe wohl gänzlich geruht. Am 14. und 15. Mai 1635 wurden die Akten der Möllenvogtei dem Rat der Stadt übergeben. Möglicherweise hatte kurzzeitig sogar die Stadt selbst das Amt des Möllenvogts inne. 1636 kehrte Barthold Struve zurück bzw. nahm nach anderen Angaben erstmalig den Dienst als Möllenvogt auf. Er bemühte sich die durch den Verlust der Akten unsicher gewordenen Rechtsverhältnisse wieder zu klären und zu sichern. 1638 wurde von der Stadt Magdeburg die Herausgabe der Akten verlangt. Da die Stadt dem nicht nachkam, verlangte der Administrator August von Halle (Saale) 1640 erneut die Herausgabe, jedoch weiterhin ohne Erfolg. 1674 unternahm Möllenvogt Nagel über den Administrator einen neuen Versuch. Die Akten mit den Inhalten von vor 1638 blieben jedoch verschwunden. Es wird angenommen, dass sie vernichtet wurden.

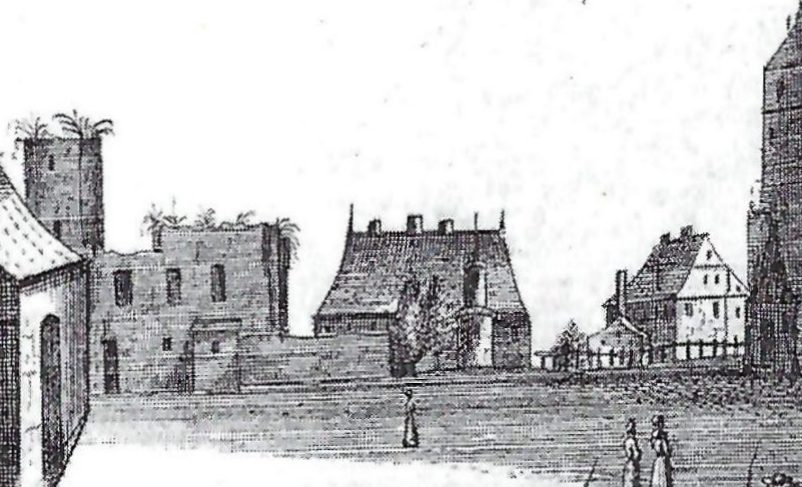
Die Alte Möllenvogtei (Mitte) auf einer Zeichnung aus dem 17. Jahrhundert, Blick von Westen, links Ruine des bischöflichen Palastes, rechts heutiges Haus Remtergang 1

Er besserte auch die erhaltene aber verfallene Alte Möllenvogtei aus. Eine besondere Auseinandersetzung mit der Stadt ergab sich, da die Stadt bemüht war, den Wiederaufbau der, als Konkurrenz für das stark zerstörte Magdeburg gesehenen, Städte Neustadt und Sudenburg zu verhindern, während der Möllenvogt die zu seinem Bezirk gehörenden Vorstädte unterstützte. Trotzdem von der Möllenvogtei mit der Neustadt bestehende Streitigkeiten wurden 1643 durch einen Vertrag beigelegt. 1642 beklagte sich die Ackerleute der Stadt Magdeburg beim Rat darüber, dass Möllenvogt Struve unberechtigterweise angefangen habe Landwirtschaft zu betreiben. Er hatte dafür auch eine neue Scheune errichten lassen.
Die Möllenvögte waren seit Schultze dann wohl alle Juristen. Die Anstellungsverträge liefen nicht mehr nur über ein Jahr, sondern waren unbefristet. Der zunehmende Arbeitsanfall führte dazu, dass der Möllenvogt einen Schreiber und einen Kopisten, der mit einfachen Schreibaufgaben betraut war, an seiner Seite hatte. Der Schreiber versah wohl auch bei Abwesenheit des Möllenvogts laufende Geschäfte der Möllenvogtei.
Nach dem 1656, 1659 Heinrich Dürfeld das Amt des Möllenvogts innehatte, war von 1676 bis 1716 sein Sohn Johann Heinrich Dürfeld Möllenvogt. Dessen Bruder Johann Christian von Dürfeld hatte ihn bis zu seinem Tod im Jahr 1716 bei der Verwaltung unterstützt und wurde dann bis 1730 sein Amtsnachfolger.
Unter König Friedrich Wilhelm I. erfolgte eine Veränderung der Organisation. Den Titel Möllenvogt trug jetzt jeweils der Rat der Kriegs- und Domänenkammer, der die Gerichtssachen der Möllenvogte, vor allem das Meiergericht, unter sich hatte. Die Verwaltungsaufgaben waren vermutlich vollständig der Kriegs- und Domänenkammer übertragen.
1744 wurde die Neue Möllenvogtei errichtet, da die Alte Möllenvogtei räumlich zu beschränkt war. Die Möllenvogtei bestand bis zum Jahr 1810 und wurde vom Königreich Westphalen aufgehoben.

## Liste der Möllenvogte
Als Teilvögte für Magdeburg sind überliefert (unvollständig):
- Alverich, 1100
- Dietrich, 1164, 1174
- Gerbert, 1176–1209
- Burchard, 1207, ab 1209
- Heinrich, 1221, 1228
- Heneko von Atensleve, 1223
- Heinrich von Niendorf, 1253, 1264
- Hans Gerbe, 1340
- Friedrich, genannt von Ottersleben, 1345

Seit gebräuchlich werden der Bezeichnung Möllenvogt bestanden folgende Vögte (unvollständig):
- Heinrich Loibock, 1362–1383
- Konrad von Nickelde, 1389
- Heinrich von Brume (auch Brome), 1394
- Cone von Zerbst, 1404
- Henning Sunnewald, 1428
- Friedrich Brosche (auch Braske), 1432, 1457 (noch am 20. März)
- Hans Ottersleben, 1457 (schon am 28. Juni)
- Werner von Wanzleben, 1458, 1460
- Hans Moring, 1462, 1466, 1468, 1469
- Gottfried von Moltzen, 1470
- Johann Heidenreich Vihenden (auch Vyhanden), 1471, 1473, 1474
- Nicolaus Clepzk, 1477
- Baltzer von Schenen, 1483, 1486, 1487 (noch am 15. August)
- Gottfried von Moltzen, ab 1487 (ab 27. September)
- Glorius Karstians, 1490, 1491
- Hans Reynhart, 1492, 1493, 1494
- Caspar von Kositz, 1495
- Nickel von Dommatzsch, 1496
- Hans Ritter, 1500, 1503, 1504
- Hans Marggraf, ab 1508
- Hans Ritter, 1512, 1513
- Sebastian Langhans, 1517 bis zumindest 1538
- Andreas Kreuzburg, ab 1542 (9. März), 1543
- Martin Dobriz, 1545, 1557
- Curio, 1554
- Simon Gottsteig, 1558, 1560, 1564
- Simon Klee (auch Klehe), 1569, 1570
- Moritz Ganßer, 1571 (Er war nur etwa ein halbes Jahr im Amt.)
- Simon Klee, 1575
- David Freudemann, 1593, 1594 (verstorben am 18. September)
- Nicklaus Majus (auch Meyer), 1595, 1598
- Gerhard Goldstein, 1600, 1601, 1605 (1. März)
- David Kühns, 1605, 1607
- David Seehausen, 1610
- Samuel Engelbrecht, 1615, 1624, 1628, 1629
- Enoch Hermann, 1624
- Christof Schultze, 1631, 1632
- Barthold Struve, 1636, 1647, 1649
- Joachim Beese, 1650, 1655
- David Kern, 1655
- Heinrich Dürfeld, 1656, 1659
- August Weigand (auch Wygand), 1660, 1667
- Peter Scheffer, 1667, 1669 (Am 24. August verstorben.)
- Georg Friedrich Nagel, 1669 (16. Oktober) bis 1676
- Johann Heinrich Dürfeld, 1676 bis 1716 (Am 27. November verstorben.)
- Johann Christian von Dürfeld, 1716 bis 1730
- Stöffler, 1733
- Peter Schrader, 1744